# Bělušice (district de Most)
Pour les articles homonymes, voir Bělušice.
Bělušice (en allemand : Bieloschitz) est une commune du district de Most, dans la région d'Ústí nad Labem, en République tchèque. Sa population s'élevait à 227 habitants en 2021.

## Géographie
Bělušice se trouve à 11 km au sud-est de Most, à 32 km au sud-ouest d'Ústí nad Labem et à 64 km au nord-ouest de Prague.

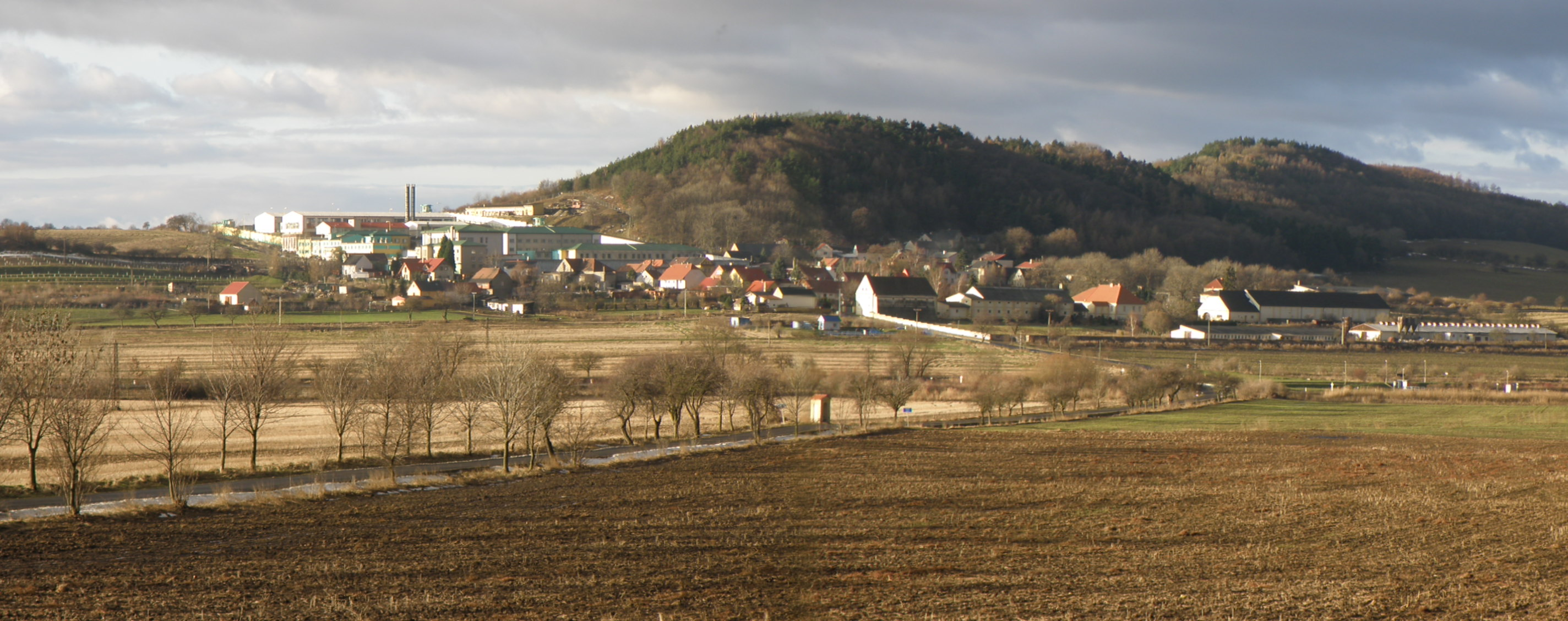
Bělušice : panorama.

La commune est limitée par Skršín au nord, par Kozly et Libčeves à l'est, par Raná au sud, et par Bečov à l'ouest.

## Histoire
La plus ancienne trace écrite de Bělušice date de 1231.

## Administration
La commune est composée de trois quartiers :
- Bělušice
- Bedřichův Světec
- Odolice

## Transports
Par la route, Bělušice se trouve à 13 km de Most, à 45 km d'Ústí nad Labem et à 81 km de Prague.